# Devyn Nekoda
Devyn Nekoda (Brantford, 12 december 2000) is een in Canadese actrice. Ze speelde in diverse films en series, waaronder Sneakerella, Scream VI en Degrassi: The Next Generation.

## Filmografie

### Film
- 2014: An American Girl: Isabelle Dances Into the Spotlight, als Luisa
- 2017: Mishka, als Callie
- 2022: Sneakerella, als Sami
- 2023: Scream VI, als Anika Kayoko
- 2024: Friday Night Sext Scandal, als Brooklyn

### Televisie
- 2014: Max & Shred, als Wendy Chong
- 2014: Degrassi: The Next Generation, als Arlene
- 2014: The Next Step, als groep danser
- 2015-2016: Annedroids, als Charlie
- 2016: The Swap, als Mackenzie Wick
- 2016-2017: Backstage, als Vanessa
- 2016, 2019: Raising Expectations, als Madison
- 2019: Northern Rescue, als Allison
- 2019: Ghostwriter, als Alice
- 2020: Utopia Falls, als Sage V
- 2020: Grand Army, als Suki
- 2021: Ginny and Georgia, als Riley
- 2023: The Holiday Shift, als Tess